# Cerro Perico
Cerro Perico är en ort i Mexiko.   Den ligger i kommunen Candelaria Loxicha och delstaten Oaxaca, i den sydöstra delen av landet, 500 km sydost om huvudstaden Mexico City. Cerro Perico ligger 2 049 meter över havet och antalet invånare är 120.
Terrängen runt Cerro Perico är varierad. Cerro Perico ligger uppe på en höjd. Runt Cerro Perico är det ganska glesbefolkat, med 38 invånare per kvadratkilometer. Närmaste större samhälle är Buenavista Loxicha, 4,1 km söder om Cerro Perico. I omgivningarna runt Cerro Perico växer i huvudsak städsegrön lövskog.